# Prix Lavater
Prix Lavater är ett montélopp för fyraåriga hingstar och ston som äger rum i juni på Hippodrome de Vincennes i Paris i Frankrike. Det är ett Grupp 2-lopp, man måste minst ha sprungit in 54 000 euro för att få starta. Den samlade prissumman 120 000 euro, varav 54 000 euro i förstapris.

## Vinnare
| År   | Häst               | Far                | Kusk                   | Tränare              | Tid/km |
| ---- | ------------------ | ------------------ | ---------------------- | -------------------- | ------ |
| 2024 | Kelly de Banville  | Eridan             | Paul-Philippe Ploquin  | Stéphane Bourlier    | 1'12"7 |
| 2023 | Jasper des Charmes | Kesaco Phedo       | Éric Raffin            | Jean-Michel Bazire   | 1'13"3 |
| 2022 | Indigo du Poret    | Dollar Macker      | Éric Raffin            | Stephane Cingland    | 1'13"5 |
| 2021 | Hopla des Louanges | Gazouillis         | Anthony Barrier        | Franck Leblanc       | 1'13"0 |
| 2020 | Guide Moi Forgan   | Neutron de Cebe    | Christopher Corbineau  | Pascal Castel        | 1'12"5 |
| 2019 | Feeling Cash       | Ready Cash         | Éric Raffin            | Philippe Allaire     | 1'13"5 |
| 2018 | Équinoxe Jiel      | Rancho Géde        | Matthieu Abrivard      | Jean Luc Dersoir     | 1'14"2 |
| 2017 | Django Riff        | Ready Cash         | Yoann Lebourgeois      | Philippe Allaire     | 1'15"3 |
| 2016 | Canadien d'Am      | Ready Cash         | Mathieu Mottier        | Franck Leblanc       | 1'14"1 |
| 2015 | Best of Jets       | Magnificent Rodney | François Lagadeuc      | Jean-Michel Baudouin | 1'13"6 |
| 2014 | A Nous Deux        | Goetmals Wood      | Nathalie Henry         | Ronny Kuiper         | 1'14"2 |
| 2013 | Vision Intense     | Prodigious         | Nathalie Henry         | Philippe Moulin      | 1'13"7 |
| 2012 | Utoky              | Cygnus d'Odyssee   | Franck Nivard          | Franck Leblanc       | 1'15"5 |
| 2011 | Tsar de Tonnerre   | Kallighan          | Mathieu Mottier        | Patrick Hawas        | 1'15"8 |
| 2010 | Surabaya Jiel      | Goetmals Wood      | Matthieu Abrivard      | Jean Luc Dersoir     | 1'13"9 |
| 2009 | Rombaldi           | Lulo Josselyn      | Matthieu Abrivard      | Jean Luc Dersoir     | 1'14"2 |
| 2008 | Quinta des Lucas   | Cygnus d'Odyssée   | Romain Christian Larue | Bruno Marie          | 1'15"7 |
| 2007 | Paddy du Buisson   | Achille            | Nathalie Henry         | Bernard Desmontils   | 1'14"7 |